# Tărlungeni
Tărlungeni là một xã thuộc hạt Brașov, România. Dân số thời điểm năm 2002 là 7413 người.